# Ollan Cassell
Ollan Conley Cassell (Norton (Virginia), 5 oktober 1937) is een Amerikaans atleet.

## Biografie
Op de Pan-Amerikaanse Spelen 1963 won hij de gouden medaille op beiden estafettenummers. 
Tijdens de Olympische Zomerspelen 1964 in het Japanse Tokio won Cassell de gouden medaille op de 4 x 400 meter estafette in een wereldrecord. 

## Palmares

### 4x100 m estafette
- 1963:  P-AS - 40,40

### 200 m estafette
- 1963:  P-AS - 21,23

### 400 m estafette
- 1964: HF OS - 46,9

### 4x400 m estafette
- 1963:  P-AS - 3.09,62
- 1964:  OS - 3.00,7 WR

## Persoonlijke records
| Onderdeel | Prestatie | Datum | Plaats |
| --------- | --------- | ----- | ------ |
| 200m      | 20,8      | 1963  |        |
| 400m      | 45,6      | 1964  |        |

1912: Sheppard, Lindberg, Meredith, Reidpath ·
1920: Griffiths, Lindsay, Ainsworth-Davis, Butler ·
1924: Cochran, Helffrich, MacDonald, Stevenson ·
1928: Baird, Alderman, Spencer, Barbuti ·
1932: Fuqua, Ablowich, Warner, Carr ·
1936: Wolff, Rampling, Roberts, Brown ·
1948: Harnden, Bourland, Cochran, Whitfield ·
1952: Wint, Laing, McKenley, Rhoden ·
1956: Jenkins, Jones, Mashburn, Courtney ·
1960: Yerman, Young, G. Davis, O. Davis ·
1964: Cassell, Larrabee, Williams, Carr ·
1968: Matthews, Freeman, James, Evans ·
1972: Asati, Nyamau, Ouko, Sang ·
1976: Frazier, Brown, Newhouse, Parks ·
1980: Valiulis, Linge, Tsjernetski, Markin ·
1984: Nix, Armstead, Babers, McKay ·
1988: Everett, Lewis, Robinzine, Reynolds ·
1992: Valmon, Watts, Johnson, Lewis ·
1996: Harrison, Smith, Mills, Maybank ·
2000: Bada, Chukwu, Monye, Udo-Obong  ·
2004: Harris, Brew, Wariner, Williamson ·
2008: Merritt, Taylor, Neville, Wariner ·
2012: Brown, Pinder, Mathieu, Miller ·
2016: Hall, McQuay, Roberts, Merritt ·
2020: Cherry, Norman, Deadmon, Benjamin ·
2024: Bailey, Norwood, Deadmon, Benjamin